# Hauptstraße 28 (Merkendorf)
Das Wohnhaus Hauptstraße 28 ist ein zweigeschossiger Satteldachbau in der Hauptstraße 28 der Stadt Merkendorf im Fränkischen Seenland (Mittelfranken). Das Gebäude steht unter Denkmalschutz.

## Bau
Das Gebäude wurde in der ersten Hälfte des 19. Jahrhunderts errichtet. Im Obergeschoss besitzt es eine Fachwerkstruktur. Es grenzt an die Stadtmauer.